# Cso Dzsongszok
Cso Dzsongszok (hangul: 조정석, handzsa: 曺政奭, RR: Jo Jeong-seok; 1980. december 26.–) dél-koreai színész és énekes, leginkább a You're the Best, Lee Soon-shin és az O nai küsinnim című sorozatokból ismert.

## Filmográfia

### Televíziós sorozatok
| Év        | Cím                            | Szerep                                                        | csatorna | Megjegyzés |
| --------- | ------------------------------ | ------------------------------------------------------------- | -------- | ---------- |
| 2011      | What's Up?                     | Kim Bjonggon (Kim Byeong-geon)                                | MBN      |            |
| 2012      | The King 2 Hearts              | Un Sigjong (Eun Shi-kyung)                                    | MBC      |            |
| 2013      | You're the Best, Lee Soon-shin | Sin Dzsunho (Shin Jun-ho)                                     | KBS2     |            |
| 2015      | O nai küsinnim                 | Kang Szonu (Kang Seon-woo)                                    | tvN      |            |
| 2016      | Don't Dare to Dream            | I Hvasin (Lee Hwa-shin)                                       | SBS      |            |
| 2016      | Phurun padai csonszol          | Ju Dzsonghun (Yu Jeong-hun)                                   | SBS      | Cameo      |
| 2017–2018 | Two Cops                       | Csha Dongthak / Kong Szucshang (Cha Dong-tak / Gong Su-chang) | MBC      |            |
| 2018      | Familiar Wife                  | Kang Szonu (Kang Seon-woo)                                    | tvN      | Cameo      |
| 2019      | Mung Bean Flower               | Pek Igang (Baek Yi-kang)                                      | SBS      |            |

### Filmek
| Év   | Cím                                    | szerep                                                      |
| ---- | -------------------------------------- | ----------------------------------------------------------- |
| 2012 | Architecture 101                       | Nabddugi (Nabddeuki)                                        |
| 2012 | Almost Che                             | Hvang Jongmin / Kang Munmo (Hwang Young-min / Kang Moon-mo) |
| 2013 | The Face Reader                        | Phenghon (Paeng-heon)                                       |
| 2014 | The Fatal Encounter                    | Szalszu (Sal-soo)                                           |
| 2014 | My Love, My Bride                      | Jongmin (Young-min)                                         |
| 2015 | The Exclusive: Beat the Devil's Tattoo | Ho Muhjok (Heo Mu-hyeok)                                    |
| 2016 | Time Renegade                          | Csihvan (Ji-hwan)                                           |
| 2016 | My Annoying Brother                    | Ko Dusik (Go Du-shik)                                       |
| 2018 | The Drug King                          | Kim Ingu (Kim In-goo)                                       |
| 2019 | Hit and Run Unit                       | Csong Dzsecshol (Jeong Jae-cheol )                          |
| 2019 | Exit                                   | Jongnam (Yong-nam)                                          |